# Walter de Souza Ribeiro
Walter de Souza Ribeiro (Teófilo Otoni, 24 de setembro de 1924 — Petrópolis, 1974) foi um militar e jornalista brasileiro, um dos desaparecidos políticos no Brasil da era da ditadura militar brasileira.  Dirigente do Partido Comunista Brasileiro (PCB).
É um dos casos investigados pela Comissão da Verdade, que apura mortes e desaparecimentos na ditadura militar brasileira.

## Histórico
Era filho de Benedito Ribeiro e Maria Natalícia Alves Ribeiro e casou-se com Adalcy Byrro Ribeiro, com quem teve três filhos: Marcos, Marina e Marcelo.
Oficial do Exército Brasileiro graduado Aspirante a Oficial pela Academia Militar de Resende, atual Academia Militar das Agulhas Negras, em 1948 e promovido à patente de segundo-tenente em 1949. Reformado em 1951 pela Lei 1057-A (posteriormente revogada) por ter sido considerado incompatível com o oficialato após ter assinado um apelo em favor da paz e contra a participação de tropas brasileiras, uso de armas nucleares ao lado dos Estados Unidos, na Guerra da Coreia. Após deixar o exército atuou como jornalista profissional na década de 1950, tendo trabalhado no jornal quinzenário "Para-todos" ao lado de Moacir Werneck de Castro (1915-2010) e dos irmãos James (1922-) e Jorge Amado (1912-2001). Era inscrito no sindicato de jornalistas do Rio de Janeiro
Em 1959 muda-se para Brasília, a nova capital em construção, onde trabalha ao lado dos arquitetos Oscar Niemeyer (1907-2012), Sabino Machado Barroso e do artista plástico Athos Bulcão (1918-2008), entre outros, como funcionário público da NOVACAP até 1964, quando foi demitido do cargo, sem qualquer direito a defesa, pela ditadura civil-militar, através do Ato Institucional, conhecido posteriormente como AI-1. Perseguido pela ditadura civil-militar, entrou na clandestinidade e juntou-se ao movimento de oposição – era membro do Comitê Central do PCB. Em 1974 foi preso em São Paulo, e nunca mais foi visto.

## Busca da família
Em 6 de junho de 1966, foi condenado como revel à pena de três anos de reclusão ao responder o chamado do “Processo das Cadernetas de Prestes” – sentença que foi reformada em 27 de julho de 1974 pelo STM sendo reduzida a 18 meses de detenção e depois considerada extinta quando Walter já estava desaparecido. Esses documentos foram usados pela viúva de Walter, Aldacy, em resposta a nota expelida pelo ministro da Justiça em fevereiro de 1975 a respeito de três desaparecidos, sendo, um deles, seu marido.
EXCERTO DA NOTA:   
“Ex-oficial do Exército, expulso por atividades subversivas, como indigno para o oficialato. Há um mandado de prisão expedido pela 2ª Auditoria da 2ª CJM em 1970. Encontra-se foragido”  
A prisão de Walter aconteceu presumivelmente no dia 3 de abril de 1974 e então, sua família começou a peregrinar no intuito de encontrá-lo.
Contataram o deputado federal Fábio Fonseca que telefonou para o chefe do Estado Maior do II Exército, general Gentil Marcondes em São Paulo que informou que Walter estava preso. O irmão de Walter, Tibúrcio Geraldo Alves Ribeiro, então oficial da ativa do Exército, procurou no dia 23 de maio de 1974 o general Gentil Marcondes em São Paulo para tentar visitar seu irmão. Entretanto, nessa circunstância, o general negou que Walter estivesse preso.
Através do Sindicato dos Jornalistas do Estado de São Paulo, o deputado Freitas Nobre, disse que teve notícia de que, naquele mês, Walter esteve no DOPS/SP e, por isso, foi o deputado foi contatado pela família dele. Também foram contatados a OAB (Ordem dos Advogados do Brasil) e a CNBB (Conferência Nacional dos Bispos do Brasil) – Marina, sua filha, ainda também persistiu na busca anunciando em jornais.

## Reconhecimento e oficialização da morte
A família, após buscas incessantes durante décadas, obteve apenas poucas informações fragmentárias sobre o destino de Walter. De acordo com o sargento Marivaldo, em entrevista publicada na revista VEJA, Walter foi sequestrado em São Paulo em torno de abril de 1974 e trazido para a prisão clandestina instalada pelo exército, em uma casa na cidade de Petrópolis, a chamada "Casa da Morte", onde foi assassinado. O corpo foi então esquartejado e os restos mortais foram despojados em local desconhecido. Tal foi o destino dado pelos órgãos de repressão brasileiros, como CIE, DOI-CODI, DOPS, DPPS, etc, a vários desaparecidos políticos da ditadura militar brasileira.
O reconhecimento oficial pelo governo brasileiro de Walter como desaparecido político ocorreu somente após quase 22 anos. Tal foi feito pela Lei 9.140 de 4 de dezembro de 1995. Seu nome é listado sob o número 134 do Anexo I da referida lei, a qual permitiu que a família, após décadas de "limbo jurídico", pudesse finalmente obter um atestado de óbito, o qual ainda afirma que a causa da morte, onde ocorreu e local do sepultamento são "desconhecidos".
Walter deixou esposa e três filhos, sendo que dois eram menores de idade por ocasião de sua morte.